# LukaLuka★NightFever
《LukaLuka★NightFever》是日本音樂製作者Samfree所作詞曲的VOCALOID歌曲。實谷奈奈有發行本曲目的翻唱單曲。

## 概要
最初是SAM（Samfree）於NICONICO動畫上所發布的巡音流歌樂曲，投稿於2009年2月12日。2010年達到170萬播放次數。而在此之後，歌手實谷奈奈的翻唱達到150萬播放次數，DANCEROID的愛川梢的該曲編舞也達到200萬播放次數。

## 商業化
- EXIT TUNES PRESENTS STARDOM 2（EXIT TUNES、2009年8月19日）
  - 網路人氣歌曲的合輯。本曲作為第十二曲收錄其中。
- （Sony Music Direct、2011年6月22日）
  - 嚴選VOCALOID人氣曲的商業合輯。本曲作為第二曲收錄其中。
- 初音ミク -Project DIVA-（SEGA）
  - （2010年7月1日）
    - PlayStation Portable的節奏動作遊戲追加的下載目錄曲之一。

  - （2011年11月10日）
    - 遊戲收錄歌曲。後述的DANCEROID愛川梢作為動作主角。

  - （2011年12月15日）
    - 遊戲歌曲。

## 翻唱
實谷奈奈（実谷なな）
- http://www.nicovideo.jp/watch/sm6132406 （页面存档备份，存于）
  - 2009年2月13日，翻唱影片投稿。
  - 2011年5月8日突破200萬播放數。後述的舞蹈使用本翻唱作為背景音樂。

- （EXIT TUNES、2009年10月7日）
  - 網路人氣翻唱歌曲的商業合輯。實谷奈奈的翻唱作為第三曲收錄。

- （Heartfull Entertainment、2010年10月27日）
  - 實谷奈奈的MAXI單曲。DANCEROID舞者愛川梢的舞蹈收錄於DVD中。
  - 本單曲音源為再收錄。
  - 採用於科樂美的《Dance Evolution ARCADE》與《REFLEC BEAT》。

桃井晴子
- （Comic虎之穴、2009年11月6日）
  - Comic虎之穴的コラボレーションCD專輯。本曲作為DISC 1的第六曲收錄。

- （JVCKENWOOD Victor Entertainment、2010年3月31日）
  - NICONICO動畫上的人氣翻唱商業合輯。本曲為合輯的第十首歌曲。

## 舞蹈
試跳
- 
  - 網路偶像團體DANCEROID成員愛川梢（愛川こずえ）於DANCEROID成立前的2009年7月3日自行投稿的影片。
  - 2011年2月突破230萬播放數。

DANCEROID
- 《DANCEROID》（Heartfull Entertainment、2009年12月29日）
  - DANCEROID的首張DVD。本曲為該DVD的第二首和第九首歌曲，第九首為左右顛倒的版本。

## 外部連結
- Nation One official web （页面存档备份，存于） - samfree的公式網站
- 巡音ルカ「ルカルカ★ナイトフィーバー」【オリジナル曲】 - ニコニコ動画 （页面存档备份，存于） （原曲）
- 実谷ななのぷんこちんぶろぐ （页面存档备份，存于） - 實谷奈奈的翻唱